# Liste der Gedenktafeln in Berlin-Friedrichshagen
Die Liste der Gedenktafeln in Berlin–Friedrichshagen enthält die Namen, Standorte und, soweit bekannt, das Datum der Enthüllung von Gedenktafeln.
Die Liste ist nicht vollständig.

## Friedrichshagen
| Bild | Name                              | Standort                | Datum der Enthüllung |
| ---- | --------------------------------- | ----------------------- | -------------------- |
|      | Richard Aßmann                    | Aßmannstraße 46         |                      |
|      | Wilhelm Bölsche                   | Müggelseedamm 254       |                      |
|      | Bölschestraße 65                  | Bölschestraße 65        |                      |
|      | Friedrich Brinkmann               | Aßmannstraße 12         |                      |
|      | Friedrich Brinkmann               | Myliusgarten 1          |                      |
|      | Chausseehaus Hirschgarten         | Fürstenwalder Damm 259  |                      |
|      | Denkmal Scharnweberstraße         | Scharnweberstraße 100   |                      |
|      | Friedrich II. (Preußen)           | Bölschestraße 110       |                      |
|      | Gründung von Friedrichshagen      | Müggelseedamm 162       |                      |
|      | Hermann Gladenbeck                | Aßmannstraße 12         |                      |
|      | Ola Hansson                       | Lindenallee 20          |                      |
|      | Albert Hirte                      | Fürstenwalder Damm 260  |                      |
|      | Hirteplatz                        | Hirteplatz              |                      |
|      | Max Jacoby                        | Dahlwitzer Landstraße 1 |                      |
|      | Köpenicker Blutwoche              | Müggelseedamm 132       |                      |
|      | Kriegerdenkmal                    | Bölschestraße 29        |                      |
|      | Kurpark Friedrichshagen           | Dahlwitzer Landstraße 1 |                      |
|      | Leben in historischen Orten       | Bölschestraße 87        |                      |
|      | Laura Marholm                     | Lindenallee 20          |                      |
|      | Maulbeerbaumhain und Nebelbrunnen | Bölschestraße 109       | 2023                 |
|      | August Strindberg                 | Lindenallee 20          |                      |
|      | Robert Thelen                     | Aßmannstraße 12         |                      |
|      | Villa Bertrand                    | Weg zur Quelle 13       |                      |
|      | Otto Wels                         | Bölschestraße 30        |                      |
|      | Otto Wels                         | Bölschestraße 30        |                      |